# ادوین ابوت ابوت
ادوین ابوت ابوت (به انگلیسی: Edwin Abbott Abbott) (زاده ۲۰ دسامبر ۱۸۳۸ – درگذشته ۱۲ اکتبر ۱۹۲۶) استاد دانشگاه و الهی‌دان انگلیسی بود که بیشتر به خاطر رمان کوتاهش، پختستان شهرت دارد.

## پختستان

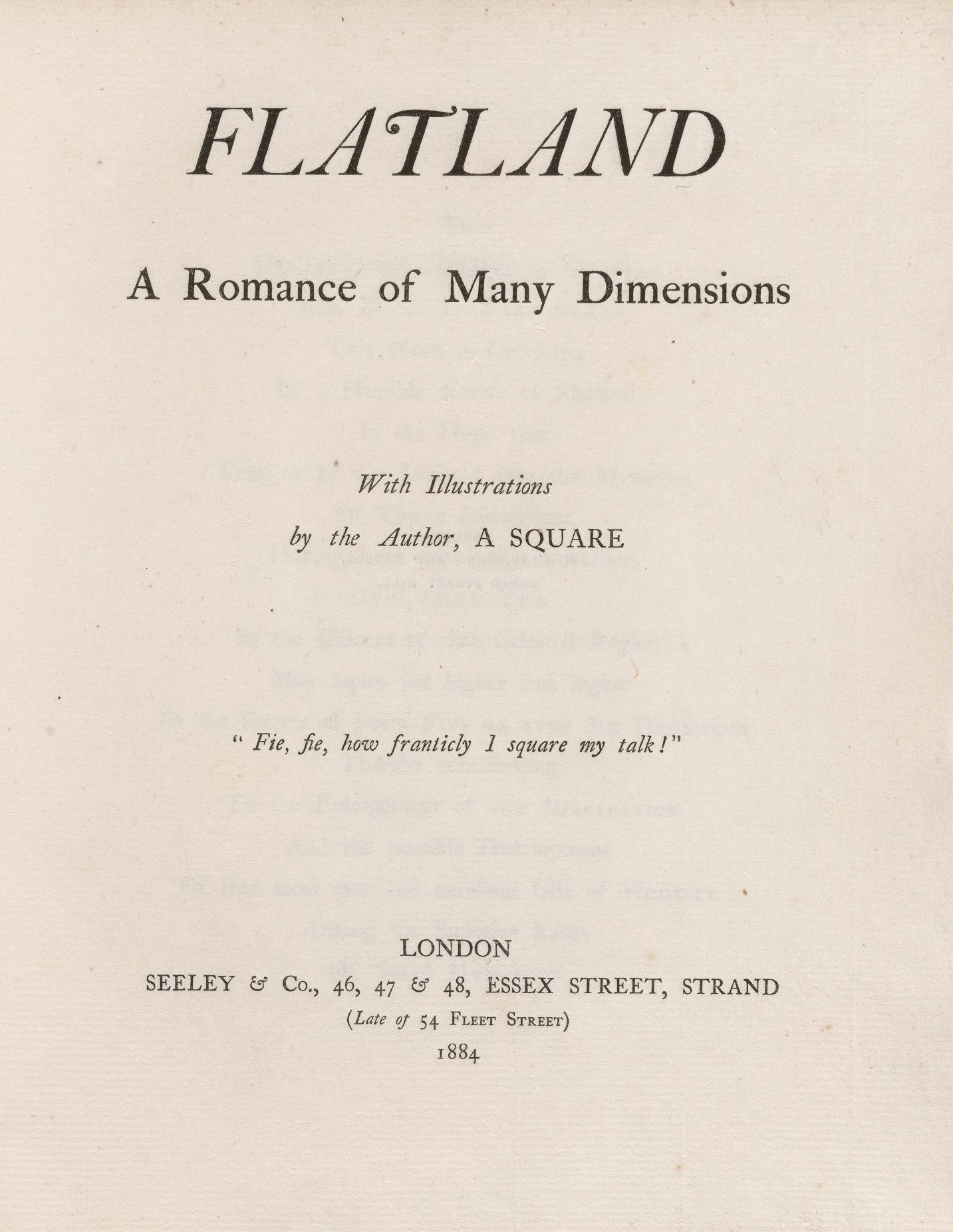
پختستان صفحه عنوان نسخه انگلیسی، ۱۸۸۴ میلادی

وی در این کتاب با زبان طنز موقعیت اسف بار زنان را در دوره ویکتوریایی به تصویر می‌کشد.